# Gwinnett County
Gwinnett County is een county in de Amerikaanse staat Georgia.
De county heeft een landoppervlakte van 1.121 km² en telt 936,250 inwoners (volkstelling 2019). De hoofdplaats is Lawrenceville.

## Bevolkingsontwikkeling

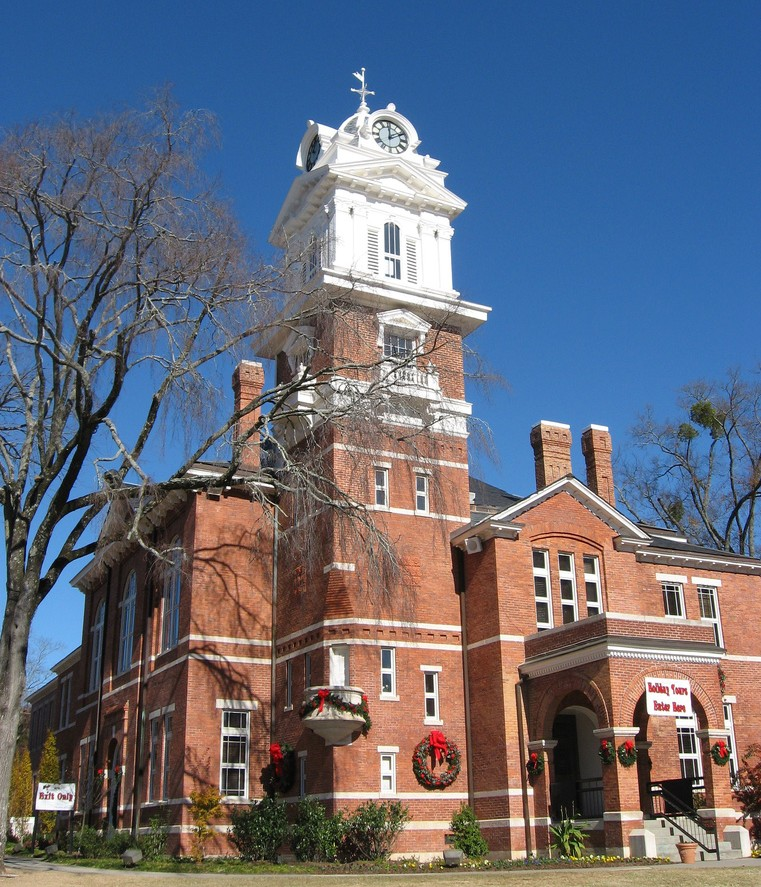
Gwinnett County Courthouse